# Studio Hibari
Studio Hibari Co. Ltd. (スタジオ雲雀 Sutajio Hibari?) es un  estudio de animación japonés fundada en julio de 1979. Son miembros regulares de The Association of Japanese Animations y Nerima Animation Association.

## Historia
Establecido en 1979 como un estudio especializado para el acabado. El nombre del estudio se llamó así por el deseo de que "sonara alegre". En 1980, "Invincible Robo Trider G7" comenzó un contrato de recaudación de fondos para el episodio 1 de la historia. Sachiko Mitsunobu, asumiría como el presidente y Director Representativo, este ya viniendo de estudio como Nippon Animation y Tsuchida Production. Mitsunobu Seiji, asumiría Director ejecutivo y de animación, el mismo había trabajado antes en Toei Animation y en Tsuchida como director de cada historia y como director en jefe. Al comienzo del establecimiento, los contratista y profesionales de Tsuchida intercambiaban actividades.
En 1984, Topcraft y la empresa produjeron un largometraje de animación, Nausicaä del Valle del Viento, la primera estaba a cargo del acabado en la cooperación. En 1985, Mitsuaki Mitsuhoko asume como Director ejecutivo. En 1986 años Tsuchida Pro entra en la quiebra después de que, Shogakukan-Shūeisha Productions y KSS se convirtieran en los principales centros de trabajo.
En 2002 , Young fue nombrado presidente y Director Representativo. En 2006, trabajó en su propio proyecto original de la serie de televisión "Nerima Daikon Brothers". El mismo año, se crea el departamento de animación 3DCG, LARX Entertainment Co., Ltd.
En 2011 se crea el equipo de producción de animación Lerche, el trabajo a partir de entonces, también se llevan a cabo ese estudio por igual. En los últimos años, en el anime de televisión a menudo se produce bajo el nombre de Lerche, mientras el trabajo de producción bajo el nombre de Studio Hibari, aunque desde la emisión en 2017 de Keppeki Danshi! Aoyama-kun, este se convirtió en producción bajo el nombre de Studio Hibari por primera vez en unos siete años.

## Filmografía

### Series de televisión
| Año  | Título                                        | Director(es)                 | Fecha de primera transmisión | Fecha de última transmisión | Eps. | Notas                                                                                                   | Refs.               |
| ---- | --------------------------------------------- | ---------------------------- | ---------------------------- | --------------------------- | ---- | --- | ------------------- |
| 1998 | Paniponi                                      | Desconocido                  | 7 de mayo de 1998            | 21 de febrero de 2003       | 48   | Historia original.                                                                                      | [ 2 ] [ 3 ]         |
| 1999 | Kaikan Phrase                                 | Hiroko Tokita                | 20 de abril de 1999          | 26 de marzo de 2000         | 44   | Adaptación del manga escrito e ilustrado por Mayu Shinjō.                                               | [ 2 ] [ 3 ]         |
| 2001 | Tantei Shōnen Kageman                         | Yorifusa Yamaguchi           | 10 de abril de 2001          | 16 de enero de 2002         | 39   | Historia original.                                                                                      | [ 2 ] [ 3 ]         |
| 2002 | Happy☆Lesson                                  | Iku Suzuki                   | 1 de abril de 2002           | 30 de junio de 2002         | 13   | Adaptación del manga escrito por Sasaki Mutsumi e ilustrado por Shinnosuke Mori.                        | [ 2 ] [ 3 ]         |
| 2002 | Wagamama☆Fairy Mirumo de Pon!                 | Kenichi Kasai                | 6 de abril de 2002           | 27 de septiembre de 2005    | 172  | Adaptación del manga escrito e ilustrado por Hiromu Shinozuka.                                          | [ 2 ] [ 3 ]         |
| 2002 | Duel Masters                                  | Waruo Suzuki                 | 21 de octubre de 2002        | 4 de abril de 2003          | 26   | Parte de la franquicia Duel Masters. Coproducción junto a A.C.G.T.                                      | [ 2 ] [ 3 ]         |
| 2003 | Lime-iro Senkitan                             | Iku Suzuki                   | 4 de enero de 2003           | 29 de marzo de 2003         | 13   | Adaptación de la novela visual desarrollada por ELF Corporation.                                        | [ 2 ] [ 3 ]         |
| 2003 | Happy☆Lesson Advance                          | Iku Suzuki                   | 3 de julio de 2003           | 28 de septiembre de 2003    | 13   | Secuela de Happy☆Lesson.                                                                                | [ 2 ] [ 3 ]         |
| 2004 | Zettai Zetsumei Dangerous Jiisan              | Yorifusa Yamaguchi           | 4 de abril de 2004           | 27 de marzo de 2005         | 51   | Adaptación del manga escrito e ilustrado por Kazutoshi Soyama.                                          | [ 2 ] [ 3 ]         |
| 2004 | Duel Masters Charge                           | Waruo Suzuki                 | 19 de abril de 2004          | 27 de marzo de 2006         | 52   | Secuela de Duel Masters.                                                                                | [ 2 ] [ 3 ]         |
| 2004 | Major S1                                      | Kenichi Kasai                | 13 de noviembre de 2004      | 21 de mayo de 2005          | 26   | Adaptación del manga escrito e ilustrado por Takuya Mitsuda.                                            | [ 2 ] [ 3 ]         |
| 2005 | Happy Seven: The TV Manga                     | Tsutomu Yabuki               | 3 de octubre de 2005         | 26 de diciembre de 2005     | 13   | Adaptación de las novelas ligeras escritas por Hiroyuki Kawasaki e ilustradas por COM.                  | [ 2 ] [ 3 ]         |
| 2005 | Major S2                                      | Kenichi Kasai                | 10 de diciembre de 2005      | 10 de junio de 2006         | 26   | Secuela de Major S1.                                                                                    | [ 2 ] [ 3 ]         |
| 2006 | Nerima Daikon Brothers                        | Shin'ichi Watanabe           | 10 de enero de 2006          | 28 de marzo de 2006         | 12   | Historia original.                                                                                      | [ 2 ] [ 3 ]         |
| 2006 | Kashimashi: Girl Meets Girl                   | Nobuaki Nakanishi            | 12 de enero de 2006          | 30 de marzo de 2006         | 12   | Adaptación del manga escrito por Satoru Akahori e ilustrado por Yukimaru Katsura.                       | [ 2 ] [ 3 ]         |
| 2006 | Yoshinaga-sanchi no Gargoyle                  | Iku Suzuki                   | 2 de abril de 2006           | 25 de junio de 2006         | 13   | Adaptación de las novelas ligeras escritas por Sennendō Taguchi e ilustradas por Yūji Himukai.          | [ 2 ] [ 3 ]         |
| 2006 | Tsuyokiss                                     | Shin'ichirō Kimura           | 2 de julio de 2006           | 17 de septiembre de 2006    | 12   | Adaptación de la novela visual desarrollada por Candy Soft. Coproducción junto a Trinet Entertainment.  | [ 2 ] [ 3 ]         |
| 2006 | Sumomo mo Momo mo: Chijō Saikyō no Yome       | Nobuaki Nakanishi            | 6 de octubre de 2006         | 16 de marzo de 2007         | 22   | Adaptación del manga escrito e ilustrado por Shinobu Ohtaka.                                            | [ 2 ] [ 3 ]         |
| 2007 | Major S3                                      | Kenichi Kasai Riki Fukushima | 6 de enero de 2007           | 30 de junio de 2007         | 26   | Secuela de Major S2.                                                                                    | [ 2 ] [ 3 ]         |
| 2007 | Venus Versus Virus                            | Shin'ichirō Kimura           | 12 de enero de 2007          | 30 de marzo de 2007         | 12   | Adaptación del manga escrito e ilustrado por Atsushi Suzumi.                                            | [ 2 ] [ 3 ]         |
| 2007 | Moonlight Mile 1st Season: Lift Off           | Iku Suzuki                   | 4 de marzo de 2007           | 27 de mayo de 2007          | 12   | Adaptación del manga escrito e ilustrado por Yasuo Ohtagaki.                                            | [ 2 ] [ 3 ]         |
| 2007 | Moonlight Mile 2nd Season: Touch Down         | Iku Suzuki                   | 13 de septiembre de 2007     | 13 de diciembre de 2007     | 14   | Secuela de Moonlight Mile 1st Season: Lift Off.                                                         | [ 2 ] [ 3 ]         |
| 2008 | Net Ghost Pipopa                              | Shin'ichirō Kimura           | 6 de abril de 2008           | 29 de marzo de 2009         | 51   | Historia original.                                                                                      | [ 2 ] [ 3 ]         |
| 2009 | Weiß Survive                                  | Iku Suzuki                   | 6 de junio de 2009           | 26 de septiembre de 2009    | 16   | Historia original.                                                                                      | [ 2 ] [ 3 ]         |
| 2009 | Fight Ippatsu! Jūden-chan!!                   | Shin'ichirō Kimura           | 25 de junio de 2009          | 10 de septiembre de 2009    | 12   | Adaptación del manga escrito e ilustrado por Bow Ditama.                                                | [ 2 ] [ 3 ]         |
| 2009 | Yume-iro Pâtissière                           | Iku Suzuki                   | 4 de octubre de 2009         | 26 de septiembre de 2010    | 50   | Adaptación del manga escrito e ilustrado por Natsumi Matsumoto.                                         | [ 4 ]               |
| 2009 | Weiß Survive R                                | Kenji Setō                   | 5 de diciembre de 2009       | 27 de marzo de 2010         | 12   | Secuela de Weiß Survive.                                                                                | [ 2 ] [ 3 ]         |
| 2010 | Yume-iro Pâtissière SP Professional           | Iku Suzuki                   | 3 de octubre de 2010         | 26 de diciembre de 2010     | 13   | Secuela de Yume-iro Pâtissière.                                                                         | [ 2 ] [ 3 ]         |
| 2014 | Meshimase Lodoss-tō Senki: Sorette Oishii no? | Iku Suzuki                   | 6 de abril de 2014           | 29 de junio de 2014         | 13   | Historia original. Coproducción junto a Studio Deen.                                                    | [ 2 ] [ 3 ]         |
| 2017 | Keppeki Danshi! Aoyama-kun                    | Kazuya Ichikawa              | 3 de julio de 2017           | 18 de septiembre de 2017    | 12   | Adaptación del manga escrito e ilustrado por Taku Sakamoto.                                             | [ 5 ]               |
| 2023 | High Card                                     | Junichi Wada                 | 9 de enero de 2023           | 27 de marzo de 2023         | 12   | Parte de la franquicia multimedia japonesa creada por Homura Kawamoto, Hikaru Muno y TMS Entertainment. | [ 6 ] [ 7 ] [ 8 ]   |
| 2024 | High Card Season 2                            | Junichi Wada                 | 8 de enero de 2024           | 25 de marzo de 2024         | 12   | Secuela de High Card.                                                                                   | [ 9 ] [ 10 ] [ 11 ] |
| 2025 | Tōgen Anki                                    | Ato Nonaka                   | 11 de julio de 2025          | —                           | —    | Adaptación del manga escrito e ilustrado por Yura Urushibara.                                           | [ 12 ] [ 13 ]       |

### Películas
| Año  | Título                                        | Director(es)      | Duración | Notas                                                   | Refs.       |
| ---- | --------------------------------------------- | ----------------- | -------- | ------------------------------------------------------- | ----------- |
| 2005 | Duel Masters Movie 1: Yami no Shiro no Maryūō | Waruo Suzuki      | 45m      | Historia original de Duel Masters.                      | [ 2 ] [ 3 ] |
| 2010 | Junod                                         | Shinichiro Kimura | 64m      | Historia original.                                      | [ 14 ]      |
| 2020 | Umibe no Étranger                             | Akiyo Ohashi      | 58m      | Adaptación del manga escrito e ilustrado por Kanna Kii. | [ 2 ] [ 3 ] |

### ONAs
| Año  | Título                                                | Director(es)    | Fecha de primera transmisión | Fecha de última transmisión | Eps. | Notas                                                                                                   | Refs.       |
| ---- | ----------------------------------------------------- | --------------- | ---------------------------- | --------------------------- | ---- | --- | ----------- |
| 2007 | Keitai Shōjo                                          | Tsutomu Yabuki  | 20 de marzo de 2007          | 17 de abril de 2007         | 6    | Adaptación de la novela visual desarrollada por G-mode y Kogado Studio.                                 | [ 2 ] [ 3 ] |
| 2015 | Monster Strike                                        | Kazuya Ichikawa | 10 de octubre de 2015        | 3 de diciembre de 2016      | 51   | Adaptación del videojuego desarrollado por Mixi.                                                        | [ 15 ]      |
| 2016 | Monster Strike: Mermaid Rhapsody                      | Kazuya Ichikawa | 14 de agosto de 2016         | 14 de agosto de 2016        | 1    | Adaptación del videojuego desarrollado por Mixi. Coproducción junto a Ultra Super Pictures.             | [ 2 ] [ 3 ] |
| 2016 | Monster Strike: Rain of Memories                      | Kazuya Ichikawa | 3 de diciembre de 2016       | 3 de diciembre de 2016      | 1    | Adaptación del videojuego desarrollado por Mixi. Coproducción junto a Ultra Super Pictures.             | [ 2 ] [ 3 ] |
| 2016 | Monster Strike: Zoku Saishū-banashi - Pandora no Hako | Kazuya Ichikawa | 31 de diciembre de 2016      | 31 de diciembre de 2016     | 1    | Adaptación del videojuego desarrollado por Mixi.                                                        | [ 2 ] [ 3 ] |
| 2020 | Ninjala                                               | Desconocido     | 23 de junio de 2020          | 6 de enero de 2021          | 5    | Adaptación del videojuego desarrollado por SOLEIL. Coproducción junto a Domerica.                       | [ 16 ]      |
| 2022 | Tekken: Bloodline                                     | Yoshikazu Miyao | 18 de agosto de 2022         | 18 de agosto de 2022        | 6    | Adaptación del videojuego desarrollado por Namco Bandai Games. Coproducción junto a Larx Entertainment. | [ 17 ]      |

### OVAs
| Año  | Título                                                        | Director(es)                  | Fecha de primera transmisión | Fecha de última transmisión | Eps. | Notas | Refs.       |
| ---- | ------------------------------------------------------------- | ----------------------------- | ---------------------------- | --------------------------- | ---- | --- | ----------- |
| 1990 | Shin Karate Jigoku-hen                                        | Kōzō Kusuba Toshiyuki Sakurai | 1 de noviembre de 1990       | 21 de diciembre de 1990     | 2    | Historia original. Coproducción junto a Deck.                                                            | [ 2 ] [ 3 ] |
| 1991 | Izumo                                                         | Eiichi Yamamoto               | 21 de septiembre de 1991     | 21 de octubre de 1991       | 2    | Adaptación del manga escrito e ilustrado por Kazuhiko Tsuzuki. Coproducción junto a Grouper Productions. | [ 2 ] [ 3 ] |
| 1997 | Pendant                                                       | Yoshihiro Oka                 | 21 de agosto de 1997         | 25 de noviembre de 1998     | 3    | Historia original.                                                                                       | [ 2 ] [ 3 ] |
| 2001 | Zoku Koihime                                                  | Shin'ichi Masaki              | 22 de noviembre de 2001      | 22 de febrero de 2002       | 2    | Secuela de Koihime.                                                                                      | [ 2 ] [ 3 ] |
| 2004 | Lime-iro Senkitan: Nankoku Yume Roman                         | Iku Suzuki                    | 23 de abril de 2004          | 25 de junio de 2004         | 2    | Secuela de Lime-iro Senkitan.                                                                            | [ 2 ] [ 3 ] |
| 2004 | Netrun-mon the Movie                                          | Desconocido                   | 24 de noviembre de 2004      | 24 de noviembre de 2004     | 1    | Historia original.                                                                                       | [ 18 ]      |
| 2006 | Kashimashi: Girl Meets Girl - Shoujo wa Shōjo ni Koi wo Shita | Desconocido                   | 27 de octubre de 2006        | 27 de octubre de 2006       | 1    | Secuela de Kashimashi: Girl Meets Girl.                                                                  | [ 2 ] [ 3 ] |
| 2008 | Hoshi no Umi no Amuri                                         | Yoshitomo Yonetani            | 1 de abril de 2008           | 26 de septiembre de 2008    | 3    | Historia original.                                                                                       | [ 2 ] [ 3 ] |
| 2009 | Issho ni Training: Training with Hinako                       | Iku Suzuki                    | 24 de abril de 2009          | 24 de abril de 2009         | 1    | Historia original.                                                                                       | [ 2 ] [ 3 ] |
| 2010 | Issho ni Sleeping: Sleeping with Hinako                       | Shin'ichirō Kimura            | 11 de febrero de 2010        | 11 de febrero de 2010       | 1    | Historia original.                                                                                       | [ 2 ] [ 3 ] |
| 2010 | Issho ni Training Ofuro: Bathtime with Hinako & Hiyoko        | Shin'ichirō Kimura            | 24 de diciembre de 2010      | 24 de diciembre de 2010     | 1    | Historia original.                                                                                       | [ 2 ] [ 3 ] |

## Como productores

### Series de televisión
| Año  | Título                                                          | Estudio principal   | Refs.       |
| ---- | --------------------------------------------------------------- | ------------------- | ----------- |
| 1995 | Ike! Ina-chū Takkyū-bu                                          | Grouper Productions | [ 2 ] [ 3 ] |
| 2013 | Danganronpa: Kibō no Gakuen to Zetsubō no Kōkōsei The Animation | Lerche              | [ 2 ] [ 3 ] |
| 2015 | Ansatsu Kyoshitsu                                               | Lerche              | [ 2 ] [ 3 ] |
| 2015 | Monster Musume no Iru Nichijō                                   | Lerche              | [ 2 ] [ 3 ] |
| 2016 | Ansatsu Kyoshitsu 2nd Season                                    | Lerche              | [ 2 ] [ 3 ] |
| 2016 | Duel Masters VSRF                                               | Ascension           | [ 2 ] [ 3 ] |
| 2017 | Kuzu no Honkai                                                  | Lerche              | [ 2 ] [ 3 ] |
| 2017 | Yōkoso Jitsuryoku Shijō Shugi no Kyōshitsu e                    | Lerche              | [ 2 ] [ 3 ] |
| 2018 | Radiant                                                         | Lerche              | [ 2 ] [ 3 ] |
| 2020 | Jibaku Shōnen Hanako-kun                                        | Lerche              | [ 2 ] [ 3 ] |
| 2021 | Gyakuten Sekai no Denchi Shōjo                                  | Lerche              | [ 2 ] [ 3 ] |
| 2022 | Yōkoso Jitsuryoku Shijō Shugi no Kyōshitsu e 2nd Season         | Lerche              | [ 2 ] [ 3 ] |
| 2023 | World Dai Star                                                  | Lerche              | [ 2 ] [ 3 ] |

### OVAs
| Año  | Título              | Estudio principal | Refs.       |
| ---- | ------------------- | ----------------- | ----------- |
| 2004 | Cossette no Shōzō   | Daume             | [ 19 ]      |
| 2020 | Fate/Grand Carnival | Lerche            | [ 2 ] [ 3 ] |

## Subsidiarios
- Larx Entertainment Co., Ltd. (株式会社ラークスエンタテインメント): Estudio de animación por computadora establecido en 2006.[20]
- Lerche (ラルケ): Estudio de animación establecido en 2011.[21]